# Eurytoma daileyi
Eurytoma daileyi är en stekelart som beskrevs av Grissell 1974. Eurytoma daileyi ingår i släktet Eurytoma och familjen kragglanssteklar. Inga underarter finns listade i Catalogue of Life.